# Сузан Кахраманер
Сузан Кахраманер (на турски: Suzan Kahramaner) е една от първите жени математички в Турция.

## Образование
Кахраманер е родена на 21 май 1913 година в Юскюдар, днес един от най-гъсто населените райони на Истанбул. Майка ѝ, Мюзейен Ханъм, е дъщеря на областния ковчежник на Алепо, а баща ѝ е хирургът д-р Рифки Осман Бей. Между 1924 и 1934 година учи във френския лицей „Нотр Дам дю Сион“ в Истанбул, откъдето се дипломира със степен бакалавър по френски език. Освен френски, владее английски, немски и арабски.
В резултат от реформите във висшето образование, проведени в Турция през 1933 година, единственото висше учебно заведение в страната е модернизираният Истанбулски университет, в който Кахраманер постъпва да учи през 1934 година. Освен обновени учебни програми и академичен състав, Истанбулският университет по това време започва да провежда научни изследвания под ръководството на известни германски учени, които бягат от Германия в навечерието на Втората световна война.
По време на следването си, Кахраманер е обучавана от известни математици като проф. Али Яр, проф. Керим Ерим, проф. Рихард фон Мизес, проф. Хилда Гейрингер и проф. Вилиям Прагер. През 1939 година тя се дипломира в департамента по математика и астрономия и през следващите две години се занимава с изследователски проекти в областта на физиката.
През 1943, Кахраманер започва докторат в областта на теория на комплексните функции с научен ръководител проф. Керим Ерим – първият турски математик с докторска степен, защитил в Университет „Фридрих Александър“ под ръководството на проф. Адолф Хурвиц.

## Академична кариера
В началото на академичната 1940 – 1941 година, Кахраманер започва работа в асистент в девическата гимназия „Чамлъджа“ и работи като учител по математика до 1943 година, когато се връща като асистент по математически анализ в катедрата по математика към научния факултет на Истанбулския университет. След защитата на докторската си дисертация, продължава научните и академичните си занимания в университета като една от първите жени в Турция, придобили докторска степен по математика.
През януари 1957 година заминава на специализация при проф. Ролф Неванлина от Хелзинкския университет, където провежда изследвания в областта на комплексните функции. Участва в Скандинавския конгрес на математиците и в Международния колоквиум по теория на функциите, който се провежда през август същата година в Хелзинки, и там има възможност да се срещне с водещи математици като Ернст Хьолдер, Вилхелм Блашке, Ларс Алфорс, Паул Монтел, Оли Лехто, Мечислав Бернацки, Александер Гелфонд, Алберт Пфлюгер, Вилфред Каплан, Уолтър Хейман и Пал Ердьош.
През ноември 1957, Сузан Кахраманер заминава за почти една година за Цюрих да продължи научните си изследвания в Цюрихския университет, където Неванлина преподава. През август 1958 година тя посещава Международния конгрес на математиците в Единбург, провеждан от Международия съюз на математиците. В края на 1958 година Кахраманер се връща в Истанбулския университет. През есента на следващата година печели стипендия на НАТО, с която отново работи в Цюрихския университет с Неванлина през 1959 – 1960 година. След това за един месец провежда научни изследвания в Станфордския университет и през септември 1960 – отново в Хелзинкския университет. Връща се към преподавателската си дейност в Истанбул в края на октомври 1960 година.
През 1962 година участва на Международния конгрес на математиците в Стокхолм и отново е на научен обмен в Хелзинки и Цюрих, съответно през септември и октомври. През август 1966 година е поканена на втория колоквиум в чест на Ролф Неванлина и присъства на Международния математически конгрес в Москва. През септември и октомври 1966 година провежда изследвания в Хелзинкския университет като част от подготовката ѝ за професура.
През 1968 година защитава голяма докторска степен с тезис, озаглавен „Sur les singularites d'une application différentiable“. През 1970 година провежда изследвания в множество европейски университети в Лондон, Париж, Цюрих и Ница. Взема участие в Международния конгрес на математиците в Ница през същата година.
Има принос и за учредяването на Балканския математически съюз през 1970 година, наред с учени от Румъния, Югославия, Гърция, България и Турция. Участва в срещата на съюза през 1971 година в Атина.
През май и юли 1973, провежда съвместни изследвания с Оли Лехто, Менахем Макс Шифер, О. Тами и Чевдет Коджак. През 1976 година участва на семинара и международния симпозиум по теория на функциите в Силиврийския институт по математически изследвания. На този семинар проф. Ролф Неванлина е поканен и му е присъдена титлата „доктор хонорис кауза“. През същата година на Кахраманер е връчен медала на Университета в Юваскюля, Финландия.
През 1977 година посещава конференцията на Балканския математически съюз във Варна. На следващата година участва в Международния математически конгрес в Хелзинки и в Колоквиума в чест на Ролф Неванлина в Йоенсуу. Между 1978 и 1979 година е ръководител на катедрата по математика в Истанбулския университет.
В началото на 1983 година тя се пенсионира след навършени четиридесет години преподавателска дейност, но продължава да се занимава с научна дейност. През август 1987 посещава колоквиума в чест на Неванлина, проведен в Ленинград.
Умира на 22 февруари 2006 година в Истанбул.